# Мамедов, Кязым Аршад оглы
Кязым Аршад оглы Мамедов (азерб. Kazım Ərşad oğlu Məmmədov; 1 октября 1969, Бёюк Марджанлы, Джебраильский район — 15 ноября 1991, Дерекенд) — азербайджанский полицейский, сержант полиции, участник Первой карабахской войны, Национальный герой Азербайджана (1992, посмертно).

## Награды
Указом президента Азербайджанской Республики Абульфаза Эльчибея № 264 от 8 октября 1992 года сержанту полиции Кязыму Аршад оглы Мамедову за личное мужество и отвагу, проявленные во время защиты территориальной целостности Азербайджанской Республики и обеспечения безопасности мирного населения, было присвоено звание Национального Героя Азербайджана (посмертно).

## Память
Средняя школа села Бёюк-Марджанлы, где родился Мамедов, была названа в его честь. Перед зданием школы был установлен бюст героя. Именем Кязыма Мамедова были названы три премии.